# Quận chúa
Quận chúa (chữ Hán: 郡主) là một tước vị thường được phong cho con gái của các vị Vương, tức Vương nữ. Trong chế độ Hoàng quyền, Quận chúa là cháu gọi các Hoàng đế đương thời bằng chú bác. 
Trong văn hóa Việt Nam cận và hiện đại, Quận chúa lại hay bị nhầm là em gái ruột của các Hoàng đế, điều này hoàn toàn không đúng. Nguyên nhân sự việc này có lẽ do sách vở Việt Nam giai đoạn cận đại hay lẫn lộn danh xưng hoàng thất - khái niệm rất xa lạ với người Việt khoảng cuối thế kỉ 20.

## Lịch sử
Phong hiệu ["Quận chúa"] truy theo gốc độ lịch sử mà nói, ngay từ đầu căn bản không có định nghĩa "Con gái của tước Vương" như nhận thức hiện tại. Nguyên lai tước hiệu này có từ thời nhà Tấn. Khi đó, các Công chúa đều lấy quận làm đất phong, nên thường được gọi là Quận công chúa (郡公主), lâu ngày đơn giản dần với tên gọi [Quận chúa]. 
Từ sau thời nhà Tấn trở đi, tước vị "Quận chúa" trở thành một phong hiệu độc lập, không có nghĩa "Công chúa có đất phong ấp bằng Quận" nữa nên tính phân biệt cũng bắt đầu được chú ý. Để tránh phân biệt người đời không còn gọi ["Quận công chúa"] giản thành "Quận chúa" nữa, mà có phân biệt rõ ràng khi không được liên hệ giữa hai tước hiệu này với nhau. Đến thời nhà Đường, "Quận chúa" trở thành phong hiệu dùng để phong cho con gái của Hoàng thái tử, con gái các Hoàng tử tước Vương khác đều có phong hiệu Huyện chúa. Sau thời nhà Tống, nhà Minh và nhà Thanh, phong hiệu "Quận chúa" từ bắt đầu cho đến chính thức dùng cho các con gái của các vị Thân vương. Và dù rằng con gái Công chúa hoặc công thần cũng có tùy hoàn cảnh được gia phong làm "Quận chúa", nhưng con gái Thân vương bắt đầu đi vào chế độ phong "Quận chúa" một cách cố định, cũng từ đây trở thành một quan niệm cố định 「Quận chúa là con gái tước Vương」 tồn tại đến tận hiện đại.
Ở Triều Tiên, con gái Đích xuất (tức con gái do chính thê sinh ra) của Thế tử được phong Quận chúa, còn con gái Thứ xuất (tức con gái do tì thiếp sinh ra) sẽ phong Huyện chúa.
Tại Việt Nam, triều đình Việt Nam qua các đời phần lớn đều định sẵn phỏng theo Trung Hoa, tuy nhiên các đời nhà Lý và nhà Trần vẫn chưa thấy ghi chép chính thức trên văn bản về danh xưng "Quận chúa", ngược lại rất nhiều con gái tước Vương thường xuyên dễ dàng trở thành "Công chúa", như Lý Ngọc Kiều và Hiến Từ Thái hậu. Vào thời Hậu Lê và nhà Mạc, con gái Thân vương phong [Quận thượng chúa; 郡上主], còn con gái của đời thứ nữa mới phong [Quận chúa]. Sang thời chúa Trịnh, tước hiệu [Quận thượng chúa] dùng để gọi các chị em gái của chúa Trịnh, còn con gái của chúa được phong [Quận chúa]. Lịch sử nhà Nguyễn chỉ xuất hiện danh xưng Công chúa, còn các con gái hoàng tộc đều gọi chung rằng Tôn Nữ.

## Một số vị Quận chúa Việt Nam
- Anh Nguyên quận chúa, con gái của Hưng Đạo đại vương, vợ của Phạm Ngũ Lão. Nhân vật bị cho là truyền thuyết.
- Ngọc Hoa quận chúa, con gái nuôi của chúa Sãi Nguyễn Phúc Nguyên, sau được gả cho Araki Soutaro (荒木宗太郎) của Nhật Bản. Câu chuyện về hai người trở thành một truyền kì nổi tiếng ở Nagasaki.
- Ngọc Vạn quận chúa, con gái của chúa Sãi Nguyễn Phúc Nguyên.
- Ngọc Khoa quận chúa, con gái của chúa Sãi Nguyễn Phúc Nguyên.
- Nguyễn Phúc Ngọc Cầu, con của Dận quốc công Nguyễn Phúc Điền. Sau làm vợ Nguyễn Phúc Khoát, sinh ra Nguyễn Phúc Thuần.
- Ứng Thụy quận chúa.